# Maravalia africana
Maravalia africana är en svampart som beskrevs av Gjaerum 1978. Maravalia africana ingår i släktet Maravalia och familjen Chaconiaceae.   Inga underarter finns listade i Catalogue of Life.